# Karig Sára

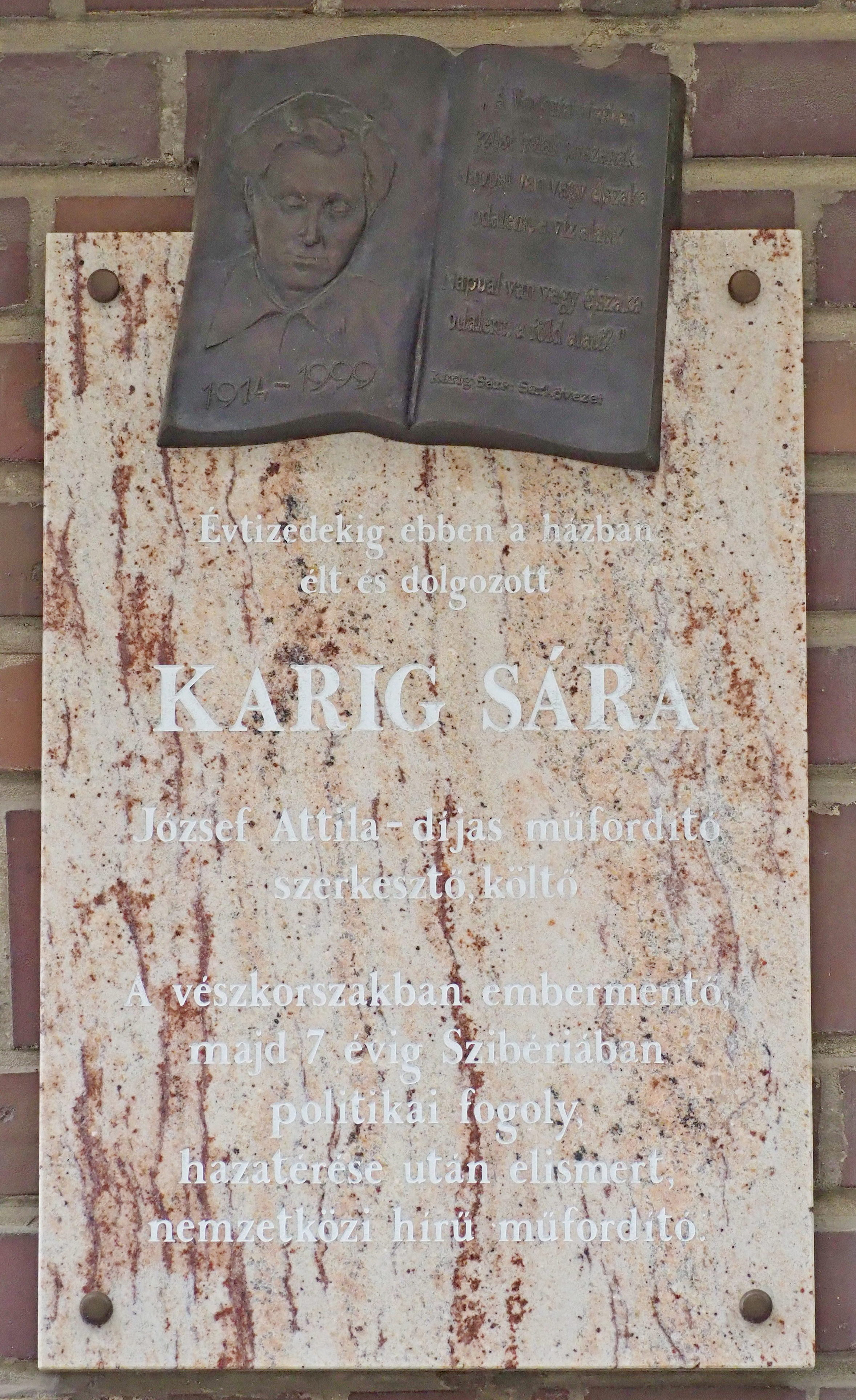
Karig Sára domborműves emléktáblája egykori lakhelyén:Budapest I. ker., Ponty u. 14.

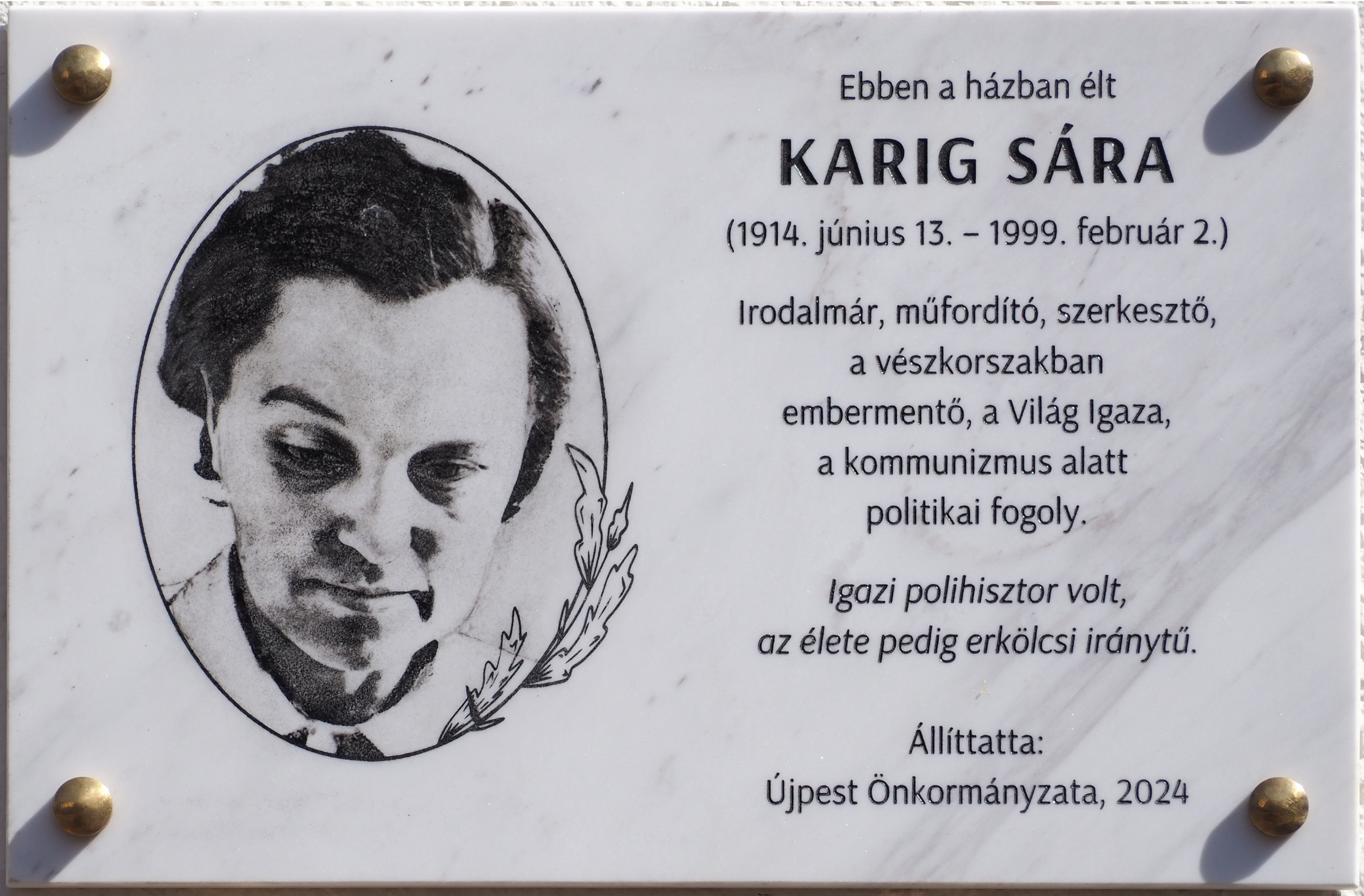
Karig Sára emléktáblája egykori lakhelyén: Budapest IV. ker., Klára u. 39.

Karig Sára (Baja, 1914. június 13. – Budapest, 1999. február 2.) magyar műfordító, politikai fogoly.

## Életpályája
Szülei – Karig Emil Károly és Moravcsik Johanna (1882–1961) – pedagógusok voltak, három gyermeket neveltek. A négy elemit és egy polgárit szülővárosában, a Miasszonyunk iskolanővérek zárdájában végezte el. 1926-tól Németországban, Neuhaus-am-Innben, az Angolkisasszonyok zárdájában tanult, itt elsajátította a német és az angol nyelvet. Tanulmányait a szegedi Árpád-házi Szent Erzsébet Gimnáziumban, majd a Ferenc József Tudományegyetem magyar-német szakán (1932–1933) folytatta. Itt ismerkedett meg Szent-Györgyi Alberttel és családjával. 1933–34-ben a Kereskedelmi Akadémia külkereskedelmi szakán mérlegképes könyvelői képesítést szerzett. 1934 és 1937 között Angliában, Newcastle-ban volt nevelőnő, közben a durhami egyetemre járt, majd a londoni egyetemen szerzett tanári diplomát. 1937–1944 között a Salgótarjáni Gépgyár Budapest, Váci úti telephelyén angol-német levelezőként dolgozott. Itt ismerkedett meg Justus Pállal és a szociáldemokrácia eszmevilágával.
1941-től 1944-ig a Gr. Somsich Borkereskedelmi Rt. alkalmazásában állt. 1943-ban az SZDP tagja lett. 1944-től a Svéd Vöröskereszt gyermekosztályán dolgozott, Asta Nielsson és Valdemar Langlet munkatársaként. Nagyon sok zsidó származású gyermek, magyar katonaszökevény, angol hadifogoly köszönhette neki életét, többek között Székely Magda vagy Gyarmati Fanni édesanyja is. Embermentő tevékenységéért 1985-ben a Jad Vasem Világ Igaza kitüntetésben részesítette. 1945-ben visszaköltözött Bajára, és Millok Sándor államtitkár személyi titkára lett. 1946–47-ben a British Councilnál volt előadó.
1947-ben választási biztos volt a II. számú szavazókörzetben. A kék cédulákkal való visszaélést azonnal jelentette. A következő napon már a kémelhárítás markaiba került. Budapestről Baden bei Wienbe vitték. A következő stáció: Neukirchen, gyűjtőfogház. Ezután Lembergbe, a gyűjtőtáborba került, majd az utolsó állomás következett: a komiföldi Vorkuta Európa északkeleti határán, az Urál-hegység lábánál. Itt a vorkutai munkatáborban 1947-től 1953-ig volt politikai fogoly. Agyag- és szénbányában dolgozott közel hat évig. 1952-ben több súlyos műtét után könnyebb munkára (könyvkötészet) irányították. A táborban tanult meg orosz, ukrán és belarusz nyelven. Sztálin halála, a munkatáborok megszüntetése után az első szabaduló csoportok egyikébe került. 1954–55-ben rokkantnyugdíjas, 1954-től szerkesztő volt az Új Magyar Könyvkiadónál. 1956 és 1986 között az Európa Könyvkiadó szerkesztője volt. 1957-ben rehabilitálták. 1962-ben megismerkedett és barátságot kötött Károlyi Mihálynéval (Andrássy Katinka). A Károlyi-hagyaték gondozója lett. 1988-tól a Károlyi Társaság titkára, 1990-től a Magyar–Ukrán Társaság elnöke volt. 1989-ben az Új Tükör rovatvezetője volt.
Karig Sára 1999. február 2-án hunyt el Budapesten; temetésére szülővárosában, Baján, a Szent Rókus temetőben került sor 1999. február 21-én.
Budapest II. kerületében 2023 óta utca viseli nevét (Karig Sára köz). a IV. kerületi Istvántelken pedig parkot neveztek el róla. Emléktábla jelöli két budapesti lakhelyét a Vízivárosban, illetve Újpesten.

## Szerkesztői munkák
- A lett irodalom kistükre; szerk. Karig Sára, Budapest, Európa, 1977, ISBN 963-07-0933-3 /Rainis/ szócikk
- Karig Sára (szerk)., Mika Waltari: A finn irodalom könyvtára. Mika Waltari: Virágzik a föld * Ne legyen többé holnap * Ez meg sem történhet * Aranyhajú . Gombár Endre utószavával. Európa Kiadó, Budapest, 1982, 350 old. ISBN 963-07-2631-9
- A kaméleon és az Isten felesége. Kelet-Afrikai népmesék. Európa, 1969
- A csodálatos fa. Erdélyi szász mesék. Európa, 1979

## Műfordításai
- Bulgakov: Molière úr élete
- Bulgakov: Végzetes tojások (kisregények)
- Rabindranath Tagore: A boldogság ígérete (elbeszélések) Európa Könyvkiadó, Budapest, 1963
- Rabindranáth Tagore: ...folyóhoz vezető lépcsők (válogatott írások) fordították: Karig Sára, Sármay Márton; Lazi, Szeged, 2000
- Abe Kóbó: A negyedik jégkorszak[8]
- Agatha Christie: Paddington 16.50
- Alan Marshall: Én is versenyt futok a széllel. K.u.K. Kiadó

## Művei
- Sarkövezet. Versek; Philobiblon, Budapest, 1995 (a vorkutai lágerben írt versek)
- A szerencse lánya. Életútinterjú; riporter Bakonyi Éva, sajtó alá rend., jegyz. Schmal Alexandra; Magvető, Budapest, 2019 (Tények és tanúk)

## Díjai, kitüntetései
- Az angol hadifoglyok mentéséért felajánlották neki az angol állampolgárságot, de nem fogadta el.
- Világ Igaza (1985)
- József Attila-díj (1986)
- Kitüntető Oklevél bolgár, magyar kulturális és tudományos kapcsolatos fejlesztéséért a Bolgár Népköztársaságtól (1987)
- A Magyar Népköztársaság Aranykoszorúval Díszített Csillagrendje (1989)
- Finn Oroszlán Rend lovagi fokozata (1989)
- Művészeti Alap irodalmi díja (1991)
- Demény Pál-emlékérem (1993)
- A Magyar Köztársasági Érdemrend kiskeresztje (műfordítói munkásságáért) (1994)

## Méltatások
Él? Micsoda élet ez! Verseket gyújt magában a fagyhalál ellen. Naivan lecsapva egy-egy tiszta rímre, amitől egy hivatásos költő – megsejtve a kor immanens diszharmóniáját – bölcsen óvakodna. Dehát ezek a versek nem a művészeti elvek bölcsészkari csataterén születnek, hanem egy hiperrealista munkatábor minden szürrealizmust megszégyenítő körülményei között. Egy emberi lény, valaha fiatal nő, most csak a táborlétszám kortalan, semlegesítő tétele, általuk próbál meg emlékezni magára és életben maradni.
A vorkutai versek közül néhány - antológiadarab. Odakívánkozik a korszakot hazugul égig dicsérő álművekkel szemben az igazat mondó igaziak közé - tanúságul és példának:
Hirdetve a megalázottak és megszomorítottak, keserű vigaszát, hogy egyszer – ha számunkra későn is, de a dolgok kérlelhetetlen vastörvénye szerint bizonyosan – minden gyalázatosságra fény derül.
Hát igen. Van, aki kap egyszer egy pofont, és attól félremegy az egész élete. Eltorzul mindörökre, ha nem is az arca, de bévül a lelke, és attól kezdve már csak acsarogni tud, vagy nyögni vagy legyintgetni. Karig Sára nem ilyen volt. Szerencse dolga is persze, de azért erő és tartás dolga is, hogy ő ugyanolyan ép, érdeklődő és tevékeny ember maradt Vorkuta után is, mint azelőtt. És amit a társadalmi igazságról és igazságtalanságról gondolt fiatalon, amikor szocdem lett, azon nem változtatott semmilyen rendszer és kormány alatt.
„Pokolra kell annak menni…” – mondhatnánk Galgóczy Árpád életútjának ismeretében. Sok társa volt ebben a pokoljárásban, ha talán ők – amennyiben egyáltalán vannak fokozatok – nem is kerültek ilyen mély bugyrokba. Az első világháborús orosz, szovjet hadifogságból hazatérő Gellért Hugó, a kor talán egyetlen oroszul tudó fordítójaként "örök darabokat" hozott létre; de Galgóczyhoz hasonlóan hurcolták a Szovjetunióba Karig Sárát, a későbbi kiváló műfordítót.